# Gu xing xue lei
Gu xing xue lei é um filme produzido em Hong Kong e lançado em 1955, sob a direção de Chu Kei. Estrelado por Bruce Lee.